# Los Angeles Memorial Sports Arena
El Los Angeles Memorial Sports Arena fue un recinto multideportivo localizado en el barrio University Park de Los Ángeles, California, en el Exposition Park. Está situado cercano al Los Angeles Memorial Coliseum, al sur del campus de la Universidad del Sur de California.

## Historia
El Los Angeles Memorial Sports Arena fue abierto el 4 de julio de 1959. El primer evento fue una pelea por el título de Peso Gallo entre José Becerra y Alphonse Halimi, el 8 de julio de 1959. El Los Angeles Memorial Sports Arena se convirtió en una instalación hermana del adyacente Los Angeles Memorial Coliseum, siendo también el pabellón local de Los Angeles Lakers de la NBA desde 1960 hasta 1967, de Los Angeles Clippers desde 1984 hasta 1999, de Los Angeles Kings en su temporada inaugural (1967), del equipo baloncesto de USC Trojans de la NCAA desde 1959 hasta 2006, de Los Angeles Cobras de la AFL en 1988, y de Los Angeles Stars de la ABA desde 1968 hasta 1970.
Desde que los Clippers y los Trojans abandonaron el pabellón, este se ha convertido en una instalación deportiva de menos importancia en la zona y en el mundo. A pesar de esto, el Memorial Sports Arena todavía acoge campeonatos de baloncesto de instituto y ocasionales conciertos y congresos, siendo estos eventos de escala menor teniendo en cuenta la popularidad de otros pabellones como Staples Center y Galen Center.
Desde el día de su apertura, el Los Angeles Memorial Sports Arena ha acogido el Congreso Nacional Democrático de 1960, la Final Four de baloncesto masculino de la NCAA en 1968 y 1972, la Final Four de baloncesto femenino de la NCAA de 1992, el All-Star Game de la NBA de 1963, las competiciones de boxeo durante los Juegos Olímpicos de Los Ángeles 1984, el WrestleMania VII en 1991 y otros eventos de WWE, Además en 1988 y 1989 Michael Jackson se presentó en una seis ocasiones en esta Arena como parte del Bad World Tour (la primera fue el 13 de noviembre de 1988 y las últimas 5 entre el 16 y el 27 de enero de 1989).
El estadio fue demolido en septiembre de 2016. En el predio se construyó el BMO Stadium, perteneciente a Los Angeles FC de la Major League Soccer. Con capacicad para 22 000 personas e inaugurado el 18 de abril de 2018.